# Tautoneura tripunctula
Tautoneura tripunctula är en insektsart som först beskrevs av Melichar 1903.  Tautoneura tripunctula ingår i släktet Tautoneura och familjen dvärgstritar. Inga underarter finns listade i Catalogue of Life.